# Les dieux sont tombés sur la tête
Cet article possède un paronyme, voir Les Cieux sont tombés sur la tête.
Série
Les dieux sont tombés sur la tête 2
(1989)
Pour plus de détails, voir Fiche technique et Distribution.
Les dieux sont tombés sur la tête (The Gods Must Be Crazy) est un film botswanais et sud-africain écrit et réalisé par le Sud-Africain Jamie Uys, sorti en 1980. Le film a une suite : Les dieux sont tombés sur la tête 2.
Le film se déroule dans une tribu du désert du Kalahari vierge de tout contact extérieur. La survenue d'une bouteille de Coca-Cola, tombée du ciel (en fait d'un petit avion de tourisme d'où son pilote a nonchalamment jeté cet objet une fois son contenu bu) et considérée comme un présent des dieux, finit par apporter assez vite convoitise, désordre, disputes et coups. La tribu décide alors de la rendre « aux dieux ».

## Synopsis
Dans une tribu isolée de Bushmen du désert du Kalahari qui a peu de contact avec le reste du monde, une bouteille de Coca-Cola en verre jetée d'un petit avion de tourisme tombe à côté de Xi, un membre de la tribu. Ignorant sa provenance, la tribu imagine que c'est un "cadeau des dieux". Transparent et très dur, il sert de flûte, de pilon, de récipient voire de bien d’autres choses encore. Cette bouteille est si utile que tout le monde en a besoin en même temps, faisant émerger des querelles, inhabituelles dans la tribu. Le conseil se réunit, Xi se décide à aller jeter la bouteille "aux portes du monde".
Pendant ce temps et non loin, mais dans le monde "moderne" et "civilisé" à l'occidentale, la journaliste sud-africaine Kate Thompson apprend que le Botswana voisin connaît une pénurie d'enseignants. Elle décide d'y tenter sa chance de reconversion comme institutrice. Le naturaliste Andrew Steyn qui effectue des observations pour une thèse a établi un camp dans la brousse. Il est chargé d'aller chercher Kate à l'arrêt de bus ce qu'il accomplit non sans maladresses le décrédibilisant auprès de la belle. Sur le chemin du retour, ils croisent le Bushman Xi qui veut leur remettre la bouteille mais ils la refusent par incompréhension entre langues. Xi continue sa route et chasse une chèvre pour la manger. Assistant à la scène, le chevrier va chercher la police et Xi est condamné à trois mois de prison sans qu'il comprenne (pleinement) la situation. Mpudi, l'assistant d'Andrew, est appelé pour servir d'interprète. Avec l'aide d'Andrew Il convainc le juge de commuer la peine de prison en travail obligatoire auprès d'eux.
Un terroriste nommé Sam Boga et ses hommes tentent parallèlement un coup d’État qui échoue. En fuite, ses poursuivants le rattrapent près de l'école de Kate. Il prend alors la jeune femme et les écoliers en otage et tous se mettent en marche sous leurs ordres et armes à feu. Andrew, Mpudi et Xi, tout à leurs travaux de terrain dans la nature toute proche, ignorent ces événements et décident d'intervenir lorsque par hasard ils aperçoivent le groupe à la longue-vue, réussissant tant bien que mal à neutraliser les preneurs d'otages malgré l'arrogant autocariste pour touristes Jack Hind qui tente de s'en octroyer les mérites auprès de Kate. 
Celle-ci et Andrew entament finalement une relation amoureuse. Xi en fin de peine est libéré, reprend la bouteille de la discorde et finit par arriver au God's Window du Blyde River Canyon dont le contrebas recouvert d'une "mer de nuages" lui laisse penser qu'il est arrivé "au bout du monde". Il y jette la bouteille pour la "retourner aux dieux" et retourne dans sa tribu.

## Fiche technique
- Titre original : The Gods Must Be Crazy
- Titre français : Les dieux sont tombés sur la tête
- Réalisation : Jamie Uys
- Scénario : Jamie Uys
- Photographie : Robert Lewis, Buster Reynolds
- Montage : Jamie Uys
- Musique originale : Johnny Boshoff
- Production : Jamie Uys
- Sociétés de distribution : Jensen Farley Pictures, Twentieth Century Fox
- Budget : 5 000 000 $
- Langue : anglais, afrikaans, juǀʼhoan et ungwatsi [réf. nécessaire]
- Format : couleur - 2:35 - mono
- Genre : comédie écologique, satirique & poétique
- Durée : 109 minutes
- Dates de sortie[1] : 
  -  Afrique du Sud : 10 septembre 1980
  -  Norvège : 21 août 1981
  -  France : 19 janvier 1983
  -  États-Unis : 26 octobre 1984
- Affiche : Jean Mascii (France)

## Distribution
Légende : VA = Voix américaine
- Marius Weyers (VF : Bernard Woringer) : Andrew Steyn
- Sandra Prinsloo (VA : Janet Wells ; VF : Sylvie Feit) : Kate Thompson
- N!xau : Xi
- Louw Verwey (VF : Henry Djanik) : Sam Boga
- Michael Thys (VA : Pip Freedman ; VF : Gérard Hernandez) : Mpudi
- Nic De Jager (VF : Daniel Gall) : Jack Hind
- Ken Gampu (VF : Marc Cassot) : le président
- Brian O'Shaughnessy : Mr Thompson
- Fanyana Sidumo et Joe Seakatsi : les joueurs de cartes
- Jamie Uys (VA : Graham Armitage ; VF : Jean Roche) : le révérend
- Paddy O'Byrne (VF : Yves Robert) : le narrateur

## Récompense
- Grand prix du Festival de Chamrousse 1982

## Commentaires
- Le film a connu un succès considérable dans le monde et en France (5 950 000 entrées[2]), rendant le réalisateur et son interprète san N!xau célèbres. La tentation fut grande d’exploiter le filon. Uys n’y résista pas et une suite sortit en 1989. D’autres films du même réalisateur furent accusés d’appuyer les thèses de l’apartheid encore en vigueur à cette époque, Les dieux sont tombés sur la tête montrant comment les Noirs sont plus heureux en vivant séparés des Blancs (apartheid).[réf. nécessaire]
- N!xau reçut un cachet de 300 dollars, qu'il dépensa pour acheter douze têtes de bétail[3].
- La polémique sur la faiblesse du cachet de N!xau poussa le réalisateur Jamie Uys à lui verser ultérieurement 20 000 dollars sur un compte à son nom[3].
- N!xau a ultérieurement affirmé, dans un documentaire en 1993, qu'il regrettait d'avoir figuré dans le film[3].
- Le narrateur dans la version française est le cinéaste Yves Robert.
- Les personnages correspondant à Andrew Steyn et à Kate Thompson étaient joués par Jamie Uys et son épouse dans le film Daar doer in die bosveld (1951), réalisé par le même Jamie Uys. En fait, la narration concernant ces deux personnages, leurs profils psychologiques ainsi que plusieurs gags sont identiques ou similaires dans les deux films[4].

### Scènes supplémentaires
Lors de sa sortie en DVD, le film a été enrichi de quelques passages absents du montage initial :
- Andrew demande à Mpudi de faire comprendre à Xi que celui-ci doit rester avec eux durant les onze semaines restantes de sa condamnation ;
- Mpudi apprend à Xi à conduire ;
- Jack Hind arrive au camp d'Andrew, accompagné de deux policiers, mais s'aperçoit que les occupants sont déjà partis. Un peu plus tard, les trois hommes arrivent à l'entrée du chemin passant sous les arbres, Hind demande alors s'il n'y aurait pas un meilleur itinéraire ;
- Installé sur une colline en compagnie de Mpudi et Xi, Andrew observe divers troupeaux d'animaux à l'aide d'une longue vue. Puis Xi prévient qu'il aperçoit des hommes à proximité. Ceux-ci semblent établir un poste de ravitaillement ;
- Se rendant compte que les plus jeunes enfants ne supportent pas la longue marche, Kate demande à Sam Boga d'être plus indulgent. Ce dernier accepte alors de réduire la distance à 15 km (au lieu de 30) entre les postes de ravitaillement.

Ces suppléments sont restés en VO sous-titrés.

## Rumeurs controversées
- Bien que ce film fût entièrement financé par des capitaux sud-africains, il fut présenté comme un film du Botswana (où il fut en partie tourné) afin de contourner l'embargo décrété par nombre de pays à l'encontre de l'Afrique du Sud pour cause d'apartheid.[réf. nécessaire]
- En France, les distributeurs exploitèrent à l'époque la soudaine notoriété de Jamie Uys en projetant dans les salles deux films qui étaient en fait des montages de séquences tirées d'une émission appelée Camera X créée par Uys à la télévision sud-africaine sur le modèle de La Caméra Invisible chère à Jacques Rouland. Ces films furent nommés Dieu me savonne et Les anges se fendent la gueule.[réf. nécessaire]
- Au début du film, certains plans sont tournés dans l'usine BMW de Rosslyn, près de Pretoria. Cette usine était à l'époque la seule de la marque située hors du territoire allemand.[réf. nécessaire]
- Afin de faciliter la commercialisation du film à l'étranger, il fut tourné en anglais. Néanmoins, le fort accent afrikaner de certains acteurs comme Sandra Prinsloo et Michael Thys incita les distributeurs américains à faire redoubler toutes les lignes de dialogue de ces derniers par des comédiens à l'accent plus « neutre »[réf. nécessaire].